# Неуроморфно инжењерство
Неуроморфно рачунарство је приступ рачунарству који је инспирисан структуром и функцијом људских можданих ћелија.    Неуроморфни рачунар или чип је сваки уређај који користи физичке вештачке неуроне (направљене од силицијума) за обављање прорачуна.   Данас, термин неуроморфни се користи за описивање аналогног, дигиталног, аналогног/дигиталног VLSI система који имплементирају моделе неуронских система (за перцепцију, контролу мотора или више-сензорну интеграцију ). Имплементација неуроморфног рачунарства на нивоу хардвера може се реализовати помоћу помпорник заснованих на оксиду,  спинтронских меморија, прагова прекидача, транзисториа,   између осталог. Обучавање софтверских неуроморфних система, као што је спајкинг неуронска мрежа, може се постићи коришћењем пропагације грешке уназад, на пример, коришћењем Пајтон основних библиотека као што је snnTorch,  или коришћењем канонских правила учења из литературе о биолошком учењу, пример би био коришћењем BindsNet-а. 
Важан аспект неуроморфног инжењеринга је разумевање како морфологија појединачних неурона, кола, апликација и свеукупне архитектуре може да изврши пожељне прорачуне, утиче на то како се информације представљају, утиче на позданост, укључује учење и развој, прилагођава се локалним променама и олакшава еволуциону промену.
Неуроморфно инжењерство је интердисциплинарни предмет који је инспирисан биологијуом, физиком, математиком, рачунарством и електронским инжењерством  за пројектовање вештачких неуронских система, као што су рачунарски вид (који је инспирисан системом главе-ока), слушни процесори (ово су апликације које омогућавају диктирање текста [енг. speach to text]) и аутономни роботи, чији физички принципи архитектуре и дизајна засновани су на принципима биолошког нервног система.  Једну од првих апликација за неуроморфни инжењеринг предложио је Carver Mead  касних 1980-их. 

## Неуролошка инспирација
Неуроморфни инжењеринг је инспирисана сазнањима о структуром можданих ћелија и начином како мождане ћелије обрађују  операције. Неуроморфни инжењеринг са наведеним сажнањима, жели да примени ова сазнања  у рачунарским системе. Рад се углавном фокусирао на реплицирање аналогне природе биолошког рачунања и улоге сазнањима о неуронима .
Биолошки процеси неурона и њихових синапси су много сложени, зато  је веома тешко вештачки симулирати. Кључна карактеристика биолошког мозга је да сва обрада у неуронима користи аналогне хемијске сигнале . Ово отежава реплицирање мозгова у рачунарима јер је тренутна генерација рачунара потпуно дигитална. Могуће је дигитални сигнал претворити у анлагни и обратно (користећи дигитално-аналогни претварач), али није могуће иделно претворити аналогни сигнал у дигитални(тј. постоје губици). Зато се ово ради на другачки начин (тј. без дигиталног-аналогног претварача.. Карактеристике ових делова могу се апстраховати у математичке функције које блиско обухватају суштину операција неурона.
Неуроморфног рачунарства нема за циљ да савршено опонаша мозак и све функцијоналности можданих ћелија, већ уместо тога да користи оно што је познато о можданој структури и можданим операцијама да би се користило у практичном рачунарском систему. Ниједан неуроморфни систем неће покушати да репродукује сваки елемент неурона и синапси, али сви се придржавају да је рачунање високо дистрибуирано кроз низ малих рачунарских елемената аналогних неурону. Истраживачи трагају ка овом циљу користећи различите начинима. 

## Примери
Почетком 2006. истраживачи са Georgia Tech-a објавили су теренски програмабилни неуронски низ.  Овај чип је био први у низу све сложенијих низова транзистора са floating капијама који су омогућили програмирање наелектрисања на вратима MOSFET -а за моделирање карактеристика јонизованих канала неурона у мозгу и био је један од првих случајева силицијумског програмабилног (енг. silicon programmable array of neurons) низа неурона.
У новембру 2011, група истраживача са МИТ -а направила је компјутерски чип који опонаша аналогну комуникацију, ова куминкација се заснована на јонима у синапсама, између два неурона користећи 400 транзистора и стандардну CMOS технологију.  
У јуну 2012, спинтронички (енг. spintronic) истраживачи на Универзитету Purdue представили су рад о дизајну неуроморфног чипа користећи бочне спин вентиле(енг. lateral spin valves) и помпорник. Они тврде да архитектура функционише слично неуронима и да се стога може користити за тестирање метода репродукције мождане обраде. Поред тога, ови чипови су знатно енергетски ефикаснији од конвенционалних(пример процесор опште намене који се налази у рачунарима). 
Истраживање у  HP Labs on Mott помпорник показало је да иако могу бити  не-нестабилнии(није потребно напајње да би сачувало податке), испарљиво понашање које се показује на температурама знатно испод температуре фазног прелаза може се искористити за производњу помпорника,  биолошки инспирисаног уређаја који опонаша пронађено понашање у неуронима.  У септембру 2013. године, представили су моделе и симулације које показују како се понашање ових помпорника може користити за формирање компоненти потребних за Тјурингову машину . 
Неуронска мрежа, коју је направио  Мозгови на Силицијуму (енг. Brains in Silicon)на Универзитету Станфорд,  је пример хардвера дизајнираног коришћењем принципа неуроморфног инжењеринга. Плоча се састоји од 16 посебно дизајнираних чипова, који се називају NeuroCores. Свако аналогно коло NeuroCores је дизајнирано да опонаша мождане ћелије са 65536 неурона, максимизирајући енергетску ефикасност. Опнашани неурони су повезани помоћу дигиталних кола дизајнираних да максимизирају брзу пропусност.  
Истраживачки пројекат са последицама неуроморфног инжењеринга је пројекат људски мозак (енг. Human Brain Project) који покушава да симулира комплетан људски мозак у суперкомпјутеру користећи биолошке податке. Састоји се од групе истраживача у области неуронауке, медицине и рачунарства.  Henry Markram, један од директора на овом пројекту, изјавио је да челници овог пројеката предлажу успостављање фондације за истраживање и разумевање мозга и можданих болести и да се то знање користи за изградњу нових рачунарских технологија. Три основна циља овог пројекта су  боље разумевање можданих ћелија и како мождене ћелије раде заједно (начин функционисања можданих ћелија), да разумеју како да се објективно дијагностикују и лече неуролошке болести, и да се разумевање људског мозга користи за развој неуроморфних рачунара. За потребне симулације комплетног људског мозга је потребан суперкомпјутер који је хиљаду пута моћнији од данашњег, ово подстиче тренутни фокус на неуроморфне рачунаре.  Европска комисија је доделила пројекту 1,3 милијарде долара. 
Друга истраживања са последицама на неуроморфни инжењеринг укључују BRAIN  Initiative  и TrueNorth чип из IBM-а .  Неуроморфни уређаји су такође демонстрирани коришћењем нано кристала, нано жица и проводних полимера.  Такође постоји развој помпорника за квантне неуроморфне архитектуре.  Године 2022, истраживачи са MIT-а су известили о развоју вештачких синапси инспирисаних мозгом, користећи јонски протон ( H+
), за „аналогно дубоко учење “.  
Intel је представио свој неуроморфни истраживачки чип, назван „ Loihi “, у октобру 2017. Чип користи асинхрону спајкинг неуронску мрежу (енг.. spiking neural network -SNN) за имплементацију прилагодљивих, само-модификујућих и добро урађених паралелних прорачуна  који се користе за имплементацију учења и примену наученог са високом ефикасношћу.  
IMEC, белгијски истраживачки центар за наноелектронику, представио је први на свету неуроморфни чип који може да  самостално учи. Овај чип је инспирисан мозгом, базиран на OxRAM технологији, има способност самоучења и доказано је да има способност да компонује музику.  IMEC је објавио мелодију од 30 секунди коју је компоновао прототип овог чипа. Чип је узастопно учитаван са песмама у истом временском потпису и стилу.  
Пројекат Плави мозак (енг. The Blue Brain Project), главни на овом пројекту је Henry Markram, има за циљ да изгради биолошки детаљне дигиталне реконструкције и симулације мозга миша. Пројекат Плави мозак реализован је на силицијском чипу као модел мозак глодара, покушавајући да реплицира што више детаља о мозку глодара засновнао на  биологији. Симулације засноване на суперкомпјутеру нуде нове перспективе у разумевању структуре и функција мозга.
Европска унија је финансирала низ пројеката на Универзитету Хајделбергу, који су довели до развоја BrainScaleS (мозгом инспирисано вишеразмерно рачунање у неуроморфним хибридним системима), хибридног аналогног неуроморфног суперкомпјутера који се налази на Универзитету Хајделберг у Немачкој. Развијен је као део неуроморфне рачунарске платформе пројеката људски мозак (енг. Human Brain Project)  и представља допуну суперкомпјутера SpiNNaker (који је заснован на дигиталној технологији). Архитектура која се користи у BrainScaleS опонаша биолошке неуроне и њихове везе на физичком нивоу.
Brainchip је у октобру 2021. објавио да прима поруџбине за своје развојне комплете Akida AI процесора  и у јануару 2022. да прима поруџбине за своје Akida AI процесорске PCIe плоче , тако да су они направили први комерцијално доступним неуроморфним процесором на свету.

### Неуроморфни сензори
Концепт неуроморфних система може се проширити на сензоре (не само на рачунање). Пример овога који се примењује на детекцију светлости је retinomorphic сензор или камера за догађаје . 2022. године, истраживачи са Max Planck Institute for Polymer research пријавили су органски вештачки шиљасти неурон који показује разноврсност сигнала биолошких неурона док ради у биолошком wetware-у, омогућавајући тако in-situ neuromorphic sensing (сензори који опонашају људска чула)  и апликације за биоинтерфејс.  

## Етичка разматрања
Неуроморфно инжењерство разматра више научне области(као што си математика, физика, рачубнарске науке, електроника и биолигија). Концепт неуроморфног инжењеринга је релативно нов, многа од истих етичких разматрања важе за неуроморфне системе као и за машине сличне људима и вештачку интелигенцију. Међутим, чињеница да су неуроморфни системи дизајнирани да опонашају људски мозак доводи до јединствених етичких питања у вези са њиховом употребом.
Практична дебата је да су неуроморфни хардвер као и вештачке „неуронске мреже“ изузетно поједностављени модели како мозак ради или обрађује информације на много нижој сложености у смислу величине и функционалне технологије и много правилније структуре у смислу повезаност . Поредити неуроморфних чипова са мозгом је веома грубо поређење, то је слично поређење авиона и птице. Авион и птица имају крила и реп, али су другачијег материја крило и реп авиона од крила и репа код птица. Чињеница је да су биолошки неуронски когнитивни системи за много редова величине енергетски и рачунарски ефикаснији од тренутне најсавременије вештачке интелигенције, а неуроморфни инжењеринг је покушава да смањи ову разлику која је инспирисана можданог механизма, баш као и многи инжењери. дизајни помаже биоинжењеринг.

### Друштвена забринутост
Значајна етичка ограничења могу бити стављена на неуроморфни инжењеринг због перцепције јавности.  Специјални Еуробарометар 382: Истраживање које је спровела Европска комисија, показало је да 60 одсто грађана Европске уније жели да забрани роботима да брину о деци, старијим особама или особама са инвалидитетом. 34% посто грађана је било за забрану робота у образовању, 27% у здравству и 20% у слободно време. Европска комисија класификује ове области као „људске“. Извештај наводи повећану забринутост јавности за роботе који су у стању да опонашају људске функције. Неуроморфни инжењеринг, по дефиницији, има за циљ да дизајнира и да опонаша функције људског мозга. 
Друштвени проблеми око неуроморфног инжењеринга ће вероватно постати још дубљи у будућности. Европска комисија је открила да грађани Европдке уније између 15 и 24 године чешће мисле о роботима као о људима (за разлику од оних који су слични инструментима) него грађани ЕУ старији од 55 година. Када је представљена слика робота која је дефинисана као човеколиког, 75% грађана ЕУ старости од 15 до 24 године рекло је да одговара њиховој идеји о роботима, док је само 57% грађана ЕУ старијих од 55 година одговорило исто начин. Људска природа неуроморфних система би их стога могла сврстати у категорије робота који би многи грађани ЕУ желели да буду забрањени у будућности. 

## Двострука употреба (војне апликације)
Заједнички центар за вештачку интелигенцију, огранак америчке војске, је центар посвећен набавци и примени софтвера вештачке интелигенције и неуроморфног хардвера за борбену употребу. Специфичне апликације укључују паметне слушалице/наочаре и роботе. JAIC намерава да се у великој мери ослони на неуроморфну технологију да повеже "сваки сензор (са) сваким стрелцем (eнг. every sensors (to) every shooter)" у оквиру мреже јединица са омогућеним неуроморфима.

## Правна разматрања
Скептици су тврдили да не постоји начин да се електронска личност, концепт личности који би се применио на неуроморфну технологију, легално примени. У писму које је потписало 285 стручњака за право, роботику, медицину и етику против предлога Европске комисије да се „паметни роботи“ признају као правна лица, аутори пишу: „Правни статус робота не може произаћи из физичког лица модел, пошто би робот тада имао људска права, као што су право на достојанство, право на његов интегритет, право на накнаду или право на држављанство, чиме би се директно супротстављао људским правима. То би било у супротности са Повељом о основним правима Европске уније и Конвенцијом за заштиту људских права и основних слобода .” 

### Власништво и имовинска права
Постоји значајна правна дебата око имовинских права и вештачке интелигенције. У Acohs Pty Ltd v. Ucorp Pty Ltd, судија Кристофер Џесуп (енг. Christopher Jessup) из Федералног суда у Аустралији је открио да изворни код за листове са подацима о безбедности материјала не може бити заштићен ауторским правима јер је генерисан софтверским интерфејсом, а не људским аутором.  Исто питање се може применити и на неуроморфне системе: ако неуроморфни систем успешно опонаша људски мозак и производи оригинално дело, ко би, ако ико, требало да буде у стању да тражи власништво над делом? 

## Неуромеристивни системи
Неуромеристивни системи су подкласа неуроморфних рачунарских система који се фокусирају на употребу помпорника за имплементацију неуропластичности . Док се неуроморфни инжењеринг фокусира на опонашање биолошког понашања, неуромемристивни системи се фокусирају на апстракцију.  На пример, неуромеристивни систем може да замени детаље понашања кортикалног микрокола са апстрактним моделом неуронске мреже. 
Постоји неколико логичких функција који су  инспирисани неуронима  имплементираних са помпорником који се налазе  у апликацијама за препознавање образаца високог нивоа. Неке од недавно пријављених апликација укључују препознавање говора,  препознавање лица  и препознавање објеката .  Такође могу се применити за замену конвенционалних дигиталних логичких капија.  
За (квази)идеална пасивна помпорникова кола постоји тачна једначина (Caravelil-Traversa-Di Ventra једначина) за унутрашњу меморију кола:  
{\displaystyle {\frac {d}{dt}}{\vec {X}}=-\alpha {\vec {X}}+{\frac {1}{\beta }}(I-\chi \Omega X)^{-1}\Omega {\vec {S}}}
у функцији особина физичке мемристивне (енг. memristive) мреже и спољашњих извора. У случају идеалних помпорника, {\displaystyle \alpha =0} . У горњој једначини, {\displaystyle \alpha } је константа временске скале "заборављања", {\displaystyle \chi ={\frac {R_{\text{off}}-R_{\text{on}}}{R_{\text{off}}}}} је однос искључених и укључених вредности граничних отпора помпорника, {\displaystyle {\vec {S}}} је вектор извора кола и {\displaystyle \Omega } је пројектор на основним петљама кола. Константа {\displaystyle \beta } има димензију напона и повезан је са својствима помпорника ; његово физичко порекло је покретљивост наелектрисања у проводнику. Дијагонална матрица и вектор {\displaystyle X=\operatorname {diag} ({\vec {X}})} и {\displaystyle {\vec {X}}} респективно, су уместо интерне вредности помпорника, са вредностима између 0 и 1. Ова једначина стога захтева додавање додатних ограничења на вредности меморије да би била поуздана. Недавно је показано да горња једначина показује феномен тунелирања (енг. tunneling). 